# Špićák
Špićák är ett berg i Tjeckien.   Det ligger i regionen Södra Böhmen, i den sydvästra delen av landet, 140 km söder om huvudstaden Prag. Toppen på Špićák är 1 221 meter över havet.
Terrängen runt Špićák är kuperad åt nordväst, men åt sydost är den platt.Runt Špićák är det ganska glesbefolkat, med 22 invånare per kvadratkilometer. Närmaste större samhälle är Volary, 15,4 km nordväst om Špićák. Omgivningarna runt Špićák är en mosaik av jordbruksmark och naturlig växtlighet.